# 119e bataillon de tirailleurs sénégalais
Le 119e Bataillon de Tirailleurs Sénégalais (ou 119e BTS) est un bataillon français des troupes coloniales.

## Création et différentes dénominations
- -: Création du 119e Bataillon de Tirailleurs Sénégalais

## Historique des garnisons, combats et batailles du119eBTS
- 02/11/1918: Le bataillon fournit des renforts au 83e BTS qui vient d'être dissous
- 23/04/1919: Le bataillon reçoit 354 hommes en renfort du 105e BTS qui vient d'être dissous

### Sources et bibliographie
Mémoire des Hommes